# Zuiderdiep 493 (Valthermond)
Het woonhuis aan het Zuiderdiep 493 is een monumentaal pand in de Drentse plaats Valthermond.

## Beschrijving
Het huis aan het Zuiderdiep 493 in Valthermond werd omstreeks 1935 gebouwd. Volgens de provincie Drenthe is het aannemelijk vanwege de opvallende overeenkomsten met de naastgelegen woning op nummer 492, dat de ontwerper van die woning, de Musselkanaalster architect Albertus Harmannus Kleinenberg, ook de architect was van deze woning. De woning is gebouwd in een stijl die ook wel interbellumarchitectuur wordt genoemd, waarbij ideeën van de Amsterdamse School zijn gebruikt. Het huis heeft twee haaks op elkaar staande sterk overkragende dakkappen met op de nok twee schoorstenen. In de voorgevel en in de westelijke zijgevel zijn driezijdige erkers aangebracht, beide onder een uitkragend plat dak. De entree van de woning bevindt zich in een portiek in het haaks geplaatste rechterdeel van de woning. In de geveltop zijn twee tweedelige vensters met glas-in-loodramen geplaatst. De vensterpartijen zijn van elkaar gescheiden door een rand van bakstenen. Aan de westzijde is een brede dakkapel aangebracht voorzien vier vensters met glas-in-loodramen. De kozijnen van het huis zijn geverfd in de kleuren wit en geel. Dezelfde kleuren zijn tevens gebruikt bij de daklijsten en de dakkapel.
De woning is erkend als een provinciaal monument onder meer vanwege de cultuurhistorische, de architectuurhistorische en de stedenbouwkundige waarde. De woning laat zien hoe de ideeën van de Amsterdamse School toepassing vonden in de Drentse situatie. De woning is esthetisch een mooi voorbeeld van de wijze waarop burgerwoningen werden gebouwd in de periode tussen beide wereldoorlogen in de 20e eeuw in de lintbebouwing langs een niet gedempt gedeelte van een van de Drentse Monden, een zijkanaal van het Stadskanaal. Voorts hebben ook de gaafheid, de mate van zeldzaamheid en de combinatie met de naastgelegen woning een rol gespeeld bij de aanwijzing tot provinciaal monument.